# The Journeys and the Experiences of Death
The Journeys and the Experiences of Death este cel de-al cincilea album de studio al formației Helheim.
Este primul album lansat prin casa de discuri Dark Essence Records și unicul album cântat în întregime în engleză. De asemenea este primul album conceptual al formației, tematica fiind modul în care vikingii priveau moartea. Albumul a beneficiat de recenzii pozitive, fiind remarcată în special atmosfera întunecată pe care formația a reușit s-o creeze.

## Lista pieselor
1. "Veneration For The Dead" - 04:47
2. "Dead Man's Eyes" - 03:41
3. "The Bewitchment" - 05:55
4. "The 2nd Death" - 05:56
5. "Entering The Beast" - 03:01
6. "Helheim 5" - 03:23
7. "Oaken Dragons" - 09:10
8. "13 To The Perished" - 05:03
9. "The Thrall And The Master" - 06:36

### Helsviti
Helsviti (în românește Pedeapsa lui Hel) este cel de-al doilea EP al formației Helheim. Primele 2000 de copii ale albumului The Journeys and the Experiences of Death includ acest EP ca bonus (pe disc separat).
1. "Helsviti" (Pedeapsa lui Hel) - 03:54
2. "Hnigin er helgrind" (Poarta spre Helheim e deschisă) - 04:00
3. "Helheim 3" - 01:58
4. "Warriors Hour" - 03:25
5. "Forfallet" (Putred) - 04:47

## Personal
- V'gandr - vocal, chitară bas
- H'grimnir - vocal, chitară ritmică
- Hrymr - baterie, sintetizator
- Thorbjørn - chitară